# Flashing Lights (Chase & Status)
Flashing Lights is een single van het duo Chase & Status samen met Sub Focus. De vocalen zijn ingezongen door Takura. De single is uitgebracht als muziekdownload op 18 november 2011 en staat op Chase & Status' tweede album No More Idols. Het nummer was tip 39 in de Vlaamse Ultratip.

## Tracklist
| Nr. | Titel                                    | Muziek         | Duur |
| --- | ---------------------------------------- | -------------- | ---- |
| 1.  | Flashing Lights (ft. Sub Focus & Takura) | Chase & Status | 4:11 |

| Nr. | Titel                                            | Muziek                     | Duur |
| --- | ------------------------------------------------ | -------------------------- | ---- |
| 1.  | Flashing Lights (Radio Edit ft. Takura)          | Chase & Status & Sub Focus | 3:06 |
| 2.  | Flashing Lights (S.P.Y. Remix ft. Takura)        | Chase & Status & Sub Focus | 5:00 |
| 3.  | Brixton Briefcase VIP (ft. Cee-Lo Green)         | Chase & Status             | 4:22 |
| 4.  | Brixton Briefcase VIP (Dub mix ft. Cee-Lo Green) | Chase & Status             | 4:22 |